# Billie Jean King Cup 2023
La Billie Jean King Cup 2023 è stata la 60ª edizione del più importante torneo tennistico per nazionali femminili che si è tenuta dal 10 aprile al 12 novembre 2023. La Coppa è stata vinta dal Canada per la prima volta nella storia, che in finale ha battuto l'Italia.

## Finali
Data: 7-12 novembre 2023

Impianto: Siviglia, Spagna

Superficie: Cemento (indoor)
Alle finali parteciperanno 12 squadre:
- le 2 finaliste della Billie Jean King Cup 2022 (Australia e Svizzera);
- il paese organizzatore (o una wild card);
- le 9 vincitrici delle qualificazioni.

| Partecipanti      | Partecipanti | Partecipanti | Partecipanti | Partecipanti | Partecipanti |
| Australia (2022F) | Canada       | Rep. Ceca    | Francia      | Germania     | Italia       |
| Kazakistan        | Slovenia     | Spagna (H)   | Svizzera (F) | Stati Uniti  | Polonia (WC) |
| ----------------- | ------------ | ------------ | ------------ | ------------ | ------------ |

## Qualificazioni
Data: 14-16 aprile 2023
Diciotto squadre si sono affrontate per i nove posti nelle finali:
- 10 classificate tra il terzo e il dodicesimo posto nelle finali della Billie Jean King Cup 2022;
- 8 vincitrici dei play-off del 2022.

Squadre che hanno disputato le qualificazioni
Tra parentesi la posizione occupata nella classifica a squadre di Billie Jean King Cup il 16 novembre 2022.
Teste di serie
- Spagna (3ª)
- Rep. Ceca (4ª)
- Francia (5ª)
- Canada (6ª)
- Stati Uniti (7ª)
- Slovacchia (8ª)
- Germania (9ª)
- Kazakistan (10ª)
- Romania (12ª)

Non teste di serie
- Italia (13ª)
- Belgio (14ª)
- Gran Bretagna (15ª)
- Polonia (16ª)
- Brasile (17ª)
- Ucraina (20ª)
- Messico (22ª)
- Austria (30ª)
- Slovenia (34ª)

Le 9 squadre vincenti si sono qualificate per le finali, mentre le 9 perdenti disputeranno i play-off.
| Squadra di casa | Punteggio | Squadra ospite | Luogo        | Stadio                          | Superficie      |
| --------------- | --------- | -------------- | ------------ | ------------------------------- | --------------- |
| Spagna          | 3 – 1     | Messico        | Marbella     | Club de Tenis Puente Romano     | Terra rossa     |
| Ucraina         | 1 – 3     | Rep. Ceca      | Adalia       | Megasaray Club Belek            | Terra rossa     |
| Gran Bretagna   | 1 – 3     | Francia        | Coventry     | Coventry Building Society Arena | Cemento (i)     |
| Canada          | 3 – 2     | Belgio         | Vancouver    | Pacific Coliseum                | Cemento (i)     |
| Stati Uniti     | 4 – 0     | Austria        | Delray Beach | Delray Beach Tennis Center      | Cemento         |
| Slovacchia      | 2 – 3     | Italia         | Bratislava   | NTC Arena                       | Cemento (i)     |
| Germania        | 3 – 1     | Brasile        | Stoccarda    | Porsche-Arena                   | Terra rossa (i) |
| Kazakistan      | 3 – 1     | Polonia        | Astana       | Daulet National Tennis Centre   | Terra rossa (i) |
| Slovenia        | 3 – 2     | Romania        | Capodistria  | Sport Park Bonifika             | Terra rossa     |

## Play-off
Data: 10-12 novembre 2023
Sedici squadre si affronteranno per otto posti nelle qualificazioni 2024:
- 9 perdenti delle qualificazioni di questa edizione;
- 7 vincitrici delle zone di Gruppo I.

Teste di serie
- Slovacchia (11ª)
- Polonia (12ª)
- Belgio (13ª)
- Gran Bretagna (14ª)
- Brasile (15ª)
- Ucraina (16ª)
- Romania (17ª)
- Giappone (19ª)

Non teste di serie
- Messico (20ª)
- Argentina (21ª)
- Austria (22ª)
- Paesi Bassi (26ª)
- Ungheria (27ª)
- Svezia (28ª)
- Colombia (29ª)
- Corea del Sud (31ª)

Le 8 squadre vincenti saranno ammesse alle qualificazioni della prossima edizione, mentre le 8 perdenti retrocederanno nel Gruppo I della rispettiva zona.
| Squadra di casa | Punteggio | Squadra ospite | Luogo              | Stadio                | Superficie      |
| --------------- | --------- | -------------- | ------------------ | --------------------- | --------------- |
| Slovacchia      | 3 – 1     | Argentina      | Bratislava         | NTC Arena             | Cemento (i)     |
| Belgio          | 3 – 1     | Ungheria       | Charleroi          | Dôme de Charleroi     | Cemento (i)     |
| Gran Bretagna   | 3 – 1     | Svezia         | Londra             | Copper Box            | Cemento (i)     |
| Brasile         | 4 – 0     | Corea del Sud  | Brasília           | Arena BRB             | Terra rossa     |
| Ucraina         | 3 – 1     | Paesi Bassi    | Vilnius (Lituania) | SEB Arena             | Cemento (i)     |
| Serbia          | 0 – 4     | Romania        | Kraljevo           | Kraljevo Sports Hall  | Terra rossa (i) |
| Giappone        | 3 – 2     | Colombia       | Tokyo              | Ariake Coliseum       | Cemento (i)     |
| Austria         | 2 – 3     | Messico        | Schwechat          | Multiversum Schwechat | Terra rossa (i) |

## Zona Americana

### Gruppo I
Data: 11-15 aprile 2023

Impianto: Tennis Golf Club, Cúcuta, Colombia

Superficie: terra rossa

| Pos | Squadra      | G | V | P | PF | PS | Promozione o retrocessione    |     | ARG | COL | CHI | PER | GUA | BOL |
| --- | ------------ | - | - | - | -- | -- | ----------------------------- | --- | --- | --- | --- | --- | --- | --- |
| 1   | Argentina    | 5 | 5 | 0 | 14 | 1  | Ammesse ai play-off 2023      |     | —   | 3–0 | 3–0 | 2–1 | 3–0 | 3–0 |
| 2   | Colombia (H) | 5 | 4 | 1 | 11 | 4  | Ammesse ai play-off 2023      |     | 0–3 | —   | 3–0 | 2–1 | 3–0 | 3–0 |
| 3   | Cile         | 5 | 3 | 2 | 7  | 7  |                               |     | 0–3 | 0–3 | —   | 2–1 | 3–0 | 2–0 |
| 4   | Perù         | 5 | 2 | 3 | 7  | 8  |                               | 1–2 | 1–2 | 1–2 | —   | 2–1 | 2–1 |     |
| 5   | Guatemala    | 5 | 1 | 4 | 3  | 12 | Retrocesse nel Gruppo II 2024 |     | 0–3 | 0–3 | 0–3 | 1–2 | —   | 2–1 |
| 6   | Bolivia      | 5 | 0 | 5 | 2  | 12 | Retrocesse nel Gruppo II 2024 |     | 0–3 | 0–3 | 0–2 | 1–2 | 1–2 | —   |

### Gruppo II
Data: 26-29 luglio 2023

Impianto: Centro Nacional de Tenis Parque del Este, Santo Domingo, Repubblica Dominicana

Superficie: cemento
Squadre partecipanti
- Bahamas
- Costa Rica
- Ecuador
- Honduras

- Paraguay
- Rep. Dominicana
- Uruguay
- Venezuela

### Gruppo III
Data: 18-22 luglio 2023

Impianto: Federazione tennistica panamense, Panama, Panama

Superficie: terra rossa
Squadre partecipanti
- Antigua e Barbuda
- Aruba
- Barbados
- Bermuda
- Cuba
- El Salvador

- Giamaica
- Isole Vergini Americane
- Panama
- Porto Rico
- Saint Lucia

## Zona Asia/Oceania

### Gruppo I
Data: 11-15 aprile 2023

Impianto: Olympic Tennis School, Tashkent, Uzbekistan

Superficie: terra rossa

| Pos | Squadra        | G | V | P | PF | PS | Promozione o retrocessione    |     | JPN | KOR | CHN | IND | THA | UZB |
| --- | -------------- | - | - | - | -- | -- | ----------------------------- | --- | --- | --- | --- | --- | --- | --- |
| 1   | Giappone       | 5 | 5 | 0 | 13 | 1  | Ammesse ai play-off 2023      |     | —   | 3–0 | 2–0 | 3–0 | 2–1 | 3–0 |
| 2   | Corea del Sud  | 5 | 3 | 2 | 7  | 8  | Ammesse ai play-off 2023      |     | 0–3 | —   | 2–1 | 2–1 | 0–3 | 3–0 |
| 3   | Cina           | 5 | 3 | 2 | 10 | 4  |                               |     | 0–2 | 1–2 | —   | 3–0 | 3–0 | 3–0 |
| 4   | India          | 5 | 2 | 3 | 6  | 9  |                               | 0–3 | 1–2 | 0–3 | —   | 2–1 | 3–0 |     |
| 5   | Thailandia     | 5 | 2 | 3 | 7  | 7  | Retrocesse nel Gruppo II 2024 |     | 1–2 | 3–0 | 0–3 | 1–2 | —   | 2–0 |
| 6   | Uzbekistan (H) | 5 | 0 | 5 | 0  | 14 | Retrocesse nel Gruppo II 2024 |     | 0–3 | 0–3 | 0–3 | 0–3 | 0–2 | —   |

1. 1 2  Corea del Sud-Cina 2-1.
2. 1 2  India-Thailandia 2-1.

### Gruppo II
Data: 24-29 luglio 2023

Impianto: National Tennis Center, Kuala Lumpur, Malaysia

Superficie: cemento
Squadre partecipanti
- Comunità del Pacifico
- Guam
- Hong Kong
- Indonesia
- Malaysia
- Mongolia

- Nuova Zelanda
- Pakistan
- Singapore
- Sri Lanka
- Taipei cinese
- Turkmenistan

### Gruppo III
Data: 17-21 ottobre

Impianto: Federazione tennistica bahreinita, Madinat 'Isa, Bahrein

Superficie: cemento
Squadre partecipanti
- Arabia Saudita
- Bahrein
- Bhutan
- Birmania
- Brunei
- Iran
- Iraq
- Kirghizistan

- Laos
- Macao
- Maldive
- Nepal
- Qatar
- Tagikistan
- Vietnam

## Zona Europa/Africa

### Gruppo I
Data: 10-15 aprile 2023

Impianto: Megasaray Tennis Academy, Adalia, Turchia

Superficie: terra rossa

#### Pool A
| Pos | Squadra     | G | V | P | PF | PS | Promozione o retrocessione               |     | HUN | NED | TUR | LAT | EGY |
| --- | ----------- | - | - | - | -- | -- | ---------------------------------------- | --- | --- | --- | --- | --- | --- |
| 1   | Ungheria    | 4 | 3 | 1 | 9  | 3  | Ammessa ai play-off 2023                 |     | —   | 3–0 | 1–2 | 2–1 | 3–0 |
| 2   | Paesi Bassi | 4 | 3 | 1 | 8  | 4  | Ammessa allo spareggio per la promozione |     | 0–3 | —   | 2–1 | 3–0 | 3–0 |
| 3   | Turchia (H) | 4 | 3 | 1 | 8  | 4  |                                          |     | 2–1 | 1–2 | —   | 3–0 | 2–1 |
| 4   | Lettonia    | 4 | 1 | 3 | 4  | 8  |                                          | 0–3 | 0–3 | 1–2 | —   | 3–0 |     |
| 5   | Egitto      | 4 | 0 | 4 | 1  | 11 | Ammessa allo spareggio per la salvezza   |     | 0–3 | 0–3 | 1–2 | 0–3 | —   |

#### Pool B
| Pos | Squadra   | G | V | P | PF | PS | Promozione o retrocessione               |     | SWE | SRB | BUL | NOR | DEN | CRO |
| --- | --------- | - | - | - | -- | -- | ---------------------------------------- | --- | --- | --- | --- | --- | --- | --- |
| 1   | Svezia    | 5 | 4 | 1 | 11 | 4  | Ammessa ai play-off 2023                 |     | —   | 2–1 | 1–2 | 3–0 | 2–1 | 3–0 |
| 2   | Serbia    | 5 | 4 | 1 | 11 | 4  | Ammessa allo spareggio per la promozione |     | 1–2 | —   | 2–1 | 2–1 | 3–0 | 3–0 |
| 3   | Bulgaria  | 5 | 3 | 2 | 9  | 6  |                                          |     | 2–1 | 1–2 | —   | 1–2 | 2–1 | 3–0 |
| 4   | Norvegia  | 5 | 2 | 3 | 5  | 10 |                                          | 0–3 | 1–2 | 2–1 | —   | 2–1 | 0–3 |     |
| 5   | Danimarca | 5 | 1 | 4 | 5  | 10 | Ammessa allo spareggio per la salvezza   |     | 1–2 | 0–3 | 1–2 | 1–2 | —   | 2–1 |
| 6   | Croazia   | 5 | 1 | 4 | 4  | 11 | Retrocessa nel Gruppo II 2024            |     | 0–3 | 0–3 | 0–3 | 3–0 | 1–2 | —   |

1. 1 2  Svezia-Serbia 2-1.
2. 1 2  Danimarca-Croazia 2-1.

#### Spareggi
| Posizione  | Squadra A   | Punteggio | Squadra B |
| ---------- | ----------- | --------- | --------- |
| 1º posto   | Ungheria    | 1–2       | Svezia    |
| Promozione | Paesi Bassi | 2–1       | Serbia    |
| 5º posto   | Turchia     | 0–2       | Bulgaria  |
| 7º posto   | Lettonia    | 2–0       | Norvegia  |
| Salvezza   | Egitto      | 1–2       | Danimarca |
| Retrocessa | N.D.        | N.D.      | Croazia   |

#### Classifica finale
| Pos. | Squadra     | Risultato                     |
| 1    | Svezia      | Ammesse ai play-off 2023      |
| 2    | Ungheria    | Ammesse ai play-off 2023      |
| 3    | Paesi Bassi | Ammesse ai play-off 2023      |
| 4    | Serbia      |                               |
| 5    | Bulgaria    |                               |
| 6    | Turchia     |                               |
| 7    | Lettonia    |                               |
| 8    | Norvegia    |                               |
| 9    | Danimarca   |                               |
| 10   | Egitto      | Retrocesse nel Gruppo II 2024 |
| 11   | Croazia     | Retrocesse nel Gruppo II 2024 |

### Gruppo II
Data: 10-15 aprile 2023

Impianto: Jamor Sports Complex, Oeiras, Portogallo

Superficie: terra rossa

#### Pool A
| Pos | Squadra              | G | V | P | PF | PS | Promozione o retrocessione               |     | POR | GRE | BIH | ISR | MLT |
| --- | -------------------- | - | - | - | -- | -- | ---------------------------------------- | --- | --- | --- | --- | --- | --- |
| 1   | Portogallo (H)       | 4 | 4 | 0 | 9  | 3  | Ammesse allo spareggio per la promozione |     | —   | 2–1 | 2–1 | 3–0 | 2–1 |
| 2   | Grecia               | 4 | 3 | 1 | 8  | 4  | Ammesse allo spareggio per la promozione |     | 1–2 | —   | 2–1 | 3–0 | 2–1 |
| 3   | Bosnia ed Erzegovina | 4 | 2 | 2 | 7  | 5  |                                          |     | 1–2 | 1–2 | —   | 3–0 | 2–1 |
| 4   | Israele              | 4 | 1 | 3 | 2  | 10 |                                          | 0–3 | 0–3 | 0–3 | —   | 2–1 |     |
| 5   | Malta                | 4 | 0 | 4 | 4  | 8  | Ammessa allo spareggio per la salvezza   |     | 1–2 | 1–2 | 1–2 | 1–2 | —   |

#### Pool B
| Pos | Squadra   | G | V | P | PF | PS | Promozione o retrocessione               |     | EST | GEO | LTU | KOS | RSA | IRL |
| --- | --------- | - | - | - | -- | -- | ---------------------------------------- | --- | --- | --- | --- | --- | --- | --- |
| 1   | Estonia   | 5 | 5 | 0 | 14 | 1  | Ammessa allo spareggio per la promozione |     | —   | 3–0 | 2–1 | 3–0 | 3–0 | 3–0 |
| 2   | Georgia   | 5 | 4 | 1 | 10 | 5  | Ammessa allo spareggio per la promozione |     | 0–3 | —   | 2–1 | 3–0 | 3–0 | 2–1 |
| 3   | Lituania  | 5 | 3 | 2 | 10 | 5  |                                          |     | 1–2 | 1–2 | —   | 3–0 | 2–1 | 3–0 |
| 4   | Kosovo    | 5 | 2 | 3 | 5  | 10 |                                          | 0–3 | 0–3 | 0–3 | —   | 3–0 | 2–1 |     |
| 5   | Sudafrica | 5 | 1 | 4 | 3  | 12 | Ammessa allo spareggio per la salvezza   |     | 0–3 | 0–3 | 1–2 | 0–3 | —   | 2–1 |
| 6   | Irlanda   | 5 | 0 | 5 | 3  | 12 | Retrocessa nel Gruppo III 2024           |     | 0–3 | 1–2 | 0–3 | 1–2 | 1–2 | —   |

#### Spareggi
| Posizione   | Squadra A            | Punteggio | Squadra B |
| ----------- | -------------------- | --------- | --------- |
| Promozione  | Portogallo           | 2–0       | Georgia   |
| Promozione  | Estonia              | 0–2       | Grecia    |
| 5º-8º posto | Bosnia ed Erzegovina | 2–0       | Kosovo    |
| 5º-8º posto | Lituania             | 2–0       | Israele   |
| Salvezza    | Malta                | 2–0       | Sudafrica |
| Retrocessa  | N.D.                 | N.D.      | Irlanda   |

#### Classifica finale
| Pos. | Squadra              | Risultato                      |
| 1    | Portogallo           | Promosse nel Gruppo I 2024     |
| 1    | Grecia               | Promosse nel Gruppo I 2024     |
| 3    | Georgia              |                                |
| 3    | Estonia              |                                |
| 5    | Bosnia ed Erzegovina |                                |
| 5    | Lituania             |                                |
| 7    | Kosovo               |                                |
| 7    | Israele              |                                |
| 9    | Malta                |                                |
| 10   | Sudafrica            | Retrocesse nel Gruppo III 2024 |
| 11   | Irlanda              | Retrocesse nel Gruppo III 2024 |

### Gruppo III

#### Europa
Data: 19-24 giugno 2023
Impianto: Tennis Club Jug, Skopje, Macedonia del Nord
Superficie: terra rossa
Squadre partecipanti
- Albania
- Armenia
- Azerbaigian
- Cipro
- Finlandia
- Islanda

- Lussemburgo
- Macedonia del Nord
- Moldavia
- Montenegro
- San Marino

#### Spareggi
| Posizione  | Squadra A   | Punteggio | Squadra B          |
| ---------- | ----------- | --------- | ------------------ |
| 1º posto   | Armenia     | 1–2       | Macedonia del Nord |
| Promozione | Cipro       | 0–3       | Finlandia          |
| 5º posto   | Lussemburgo | 2–1       | Moldavia           |
| 7º posto   | Montenegro  | 0–2       | Albania            |
| Salvezza   | San Marino  | 1–2       | Islanda            |
| Retrocessa | N.D.        | N.D.      | Azerbaigian        |

#### Classifica finale
| Pos. | Squadra            | Risultato                   |
| 1    | Macedonia del Nord | Promossa nel Gruppo II 2024 |
| 2    | Armenia            |                             |
| 3    | Finlandia          |                             |
| 4    | Cipro              |                             |
| 5    | Lussemburgo        |                             |
| 6    | Moldavia           |                             |
| 7    | Albania            |                             |
| 8    | Montenegro         |                             |
| 9    | Islanda            |                             |
| 10   | San Marino         |                             |
| 11   | Azerbaigian        |                             |

### Gruppo III

#### Africa
Impianto: Nairobi Club, Nairobi, Kenya
Superficie: terra rossa
Data: 12-17 giugno 2023
Squadre partecipanti
- Botswana
- Burundi
- Ghana
- Kenya
- Marocco
- Mauritius

- Namibia
- Nigeria
- Seychelles
- Tunisia
- Uganda
- Zimbabwe

#### Pool A
| Pos | Squadra   | G | V | P | PF | PS | Promozione o retrocessione                  |     | NGR | KEN | MAR | BOT | NAM | UGA |
| --- | --------- | - | - | - | -- | -- | ------------------------------------------- | --- | --- | --- | --- | --- | --- | --- |
| 1   | Nigeria   | 3 | 3 | 0 | 9  | 0  | Ammessa allo spareggio per la promozione    |     | —   |     |     | 3–0 | 3–0 | 3–0 |
| 2   | Kenya (H) | 3 | 3 | 0 | 8  | 1  |                                             |     |     | —   | 2–1 | 3–0 |     | 3–0 |
| 3   | Marocco   | 3 | 2 | 1 | 7  | 2  |                                             |     | 1–2 | —   |     | 3–0 | 3–0 |     |
| 4   | Botswana  | 3 | 1 | 2 | 2  | 7  |                                             | 0–3 | 0–3 |     | —   | 2–1 |     |     |
| 5   | Namibia   | 3 | 0 | 3 | 1  | 8  |                                             | 0–3 |     | 0–3 | 1–2 | —   |     |     |
| 6   | Uganda    | 3 | 0 | 3 | 0  | 9  | Ammessa allo spareggio per la retrocessione |     | 0–3 | 0–3 | 0–3 |     |     | —   |

#### Pool B
| Pos | Squadra    | G | V | P | PF | PS | Promozione o retrocessione                  |     | TUN | ZIM | GHA | MRI | BDI | SYC |
| --- | ---------- | - | - | - | -- | -- | ------------------------------------------- | --- | --- | --- | --- | --- | --- | --- |
| 1   | Tunisia    | 3 | 3 | 0 | 9  | 0  | Ammessa allo spareggio per la promozione    |     | —   |     |     | 3–0 | 3–0 | 3–0 |
| 2   | Zimbabwe   | 3 | 3 | 0 | 8  | 1  |                                             |     |     | —   | 3–0 |     | 2–1 | 3–0 |
| 3   | Ghana      | 3 | 2 | 1 | 5  | 4  |                                             |     | 0–3 | —   | 2–1 |     | 3–0 |     |
| 4   | Mauritius  | 3 | 1 | 2 | 4  | 5  |                                             | 0–3 |     | 1–2 | —   | 3–0 |     |     |
| 5   | Burundi    | 3 | 0 | 3 | 1  | 8  |                                             | 0–3 | 1–2 |     | 0–3 | —   |     |     |
| 6   | Seychelles | 3 | 0 | 3 | 0  | 9  | Ammessa allo spareggio per la retrocessione |     | 0–3 | 0–3 | 0–3 |     |     | —   |

#### Spareggi
| Posizione     | Squadra A | Punteggio | Squadra B  |
| ------------- | --------- | --------- | ---------- |
| Promozione    | Marocco   | 2 – 1     | Tunisia    |
| 3º posto      | Kenya     | 2 – 1     | Zimbabwe   |
| 5º posto      | Nigeria   | 2 – 0     | Ghana      |
| 7º posto      | Botswana  | 0 – 2     | Mauritius  |
| 9º posto      | Namibia   | 1 – 2     | Burundi    |
| Retrocessione | Uganda    | 2 – 0     | Seychelles |

#### Classifica finale
| Pos. | Squadra    | Risultato                     |
| 1    | Marocco    | Promossa nel Gruppo II 2024   |
| 2    | Tunisia    |                               |
| 3    | Kenya      |                               |
| 4    | Zimbabwe   |                               |
| 5    | Nigeria    |                               |
| 6    | Ghana      |                               |
| 7    | Mauritius  |                               |
| 8    | Botswana   |                               |
| 9    | Burundi    |                               |
| 10   | Namibia    |                               |
| 11   | Uganda     |                               |
| 12   | Seychelles | Retrocessa nel Gruppo IV 2024 |

### Gruppo IV

#### Africa
Data: 5-10 giugno 2023

Impianto: Ecology Tennis Club, Kigali, Ruanda

Superficie: terra rossa
Squadre partecipanti
- Angola
- Camerun
- Etiopia
- Lesotho
- Madagascar
- Mozambico

- Rep. del Congo
- RD del Congo
- Ruanda
- Senegal
- Tanzania

#### Pool A
| Pos | Squadra    | G | V | P | PF | PS | Promozione o retrocessione               |     | TAN | RWA | ETH | ANG | MOZ |
| --- | ---------- | - | - | - | -- | -- | ---------------------------------------- | --- | --- | --- | --- | --- | --- |
| 1   | Tanzania   | 4 | 4 | 0 | 9  | 3  | Ammessa allo spareggio per la promozione |     | —   | 2–1 | 2–1 | 2–1 | 3–0 |
| 2   | Ruanda (H) | 4 | 3 | 1 | 10 | 2  |                                          |     | 1–2 | —   | 3–0 | 3–0 | 3–0 |
| 3   | Etiopia    | 4 | 2 | 2 | 7  | 5  |                                          | 1–2 | 0–3 | —   | 3–0 | 3–0 |     |
| 4   | Angola     | 4 | 1 | 3 | 3  | 9  |                                          | 1–2 | 0–3 | 0–3 | —   | 2–1 |     |
| 5   | Mozambico  | 4 | 0 | 4 | 1  | 11 |                                          | 0–3 | 0–3 | 0–3 | 1–2 | —   |     |

#### Pool B
| Pos | Squadra        | G | V | P | PF | PS | Promozione o retrocessione               |     | MAD | CMR | COD | SEN | LES | CGO |
| --- | -------------- | - | - | - | -- | -- | ---------------------------------------- | --- | --- | --- | --- | --- | --- | --- |
| 1   | Madagascar     | 5 | 5 | 0 | 14 | 1  | Ammessa allo spareggio per la promozione |     | —   | 2–1 | 3–0 | 3–0 | 3–0 | 3–0 |
| 2   | Camerun        | 5 | 4 | 1 | 13 | 2  |                                          |     | 1–2 | —   | 3–0 | 3–0 | 3–0 | 3–0 |
| 3   | RD del Congo   | 5 | 3 | 2 | 8  | 7  |                                          | 0–3 | 0–3 | —   | 2–1 | 3–0 | 3–0 |     |
| 4   | Senegal        | 5 | 2 | 3 | 7  | 8  |                                          | 0–3 | 0–3 | 1–2 | —   | 3–0 | 3–0 |     |
| 5   | Lesotho        | 5 | 1 | 4 | 3  | 12 |                                          | 0–3 | 0–3 | 0–3 | 0–3 | —   | 3–0 |     |
| 6   | Rep. del Congo | 5 | 0 | 5 | 0  | 15 |                                          | 0–3 | 0–3 | 0–3 | 0–3 | 0–3 | —   |     |

#### Spareggi
| Posizione  | Squadra A | Punteggio | Squadra B      |
| ---------- | --------- | --------- | -------------- |
| Promozione | Tanzania  | 0–3       | Madagascar     |
| 3º posto   | Ruanda    | 0–3       | Camerun        |
| 5º posto   | Etiopia   | 2–1       | RD del Congo   |
| 7º posto   | Angola    | 0–2       | Senegal        |
| 9º posto   | Mozambico | 0–2       | Lesotho        |
| 11º posto  | N.D.      | N.D.      | Rep. del Congo |

#### Classifica finale
| Pos. | Squadra        | Risultato                    |
| 1    | Madagascar     | Promossa nel Gruppo III 2024 |
| 2    | Tanzania       |                              |
| 3    | Camerun        |                              |
| 4    | Ruanda         |                              |
| 5    | Etiopia        |                              |
| 6    | RD del Congo   |                              |
| 7    | Senegal        |                              |
| 8    | Angola         |                              |
| 9    | Lesotho        |                              |
| 10   | Mozambico      |                              |
| 11   | Rep. del Congo |                              |